# Çayırlı, Kalkandere
Çayırlı là một xã thuộc huyện Kalkandere, tỉnh Rize, Thổ Nhĩ Kỳ. Dân số thời điểm năm 2010 là 343 người.